# Валеа (Арецо)
Валеа је насеље у Италији у округу Арецо, региону Тоскана.
Према процени из 2011. у насељу је живело 25 становника. Насеље се налази на надморској висини од 477 м.